# Porsche Formula E Team
A Porsche Formula E Team, competindo como TAG Heuer Porsche Formula E Team, é uma equipe alemã de automobilismo que atualmente compete na Fórmula E, campeonato este que é organizado pela Federação Internacional de Automobilismo (FIA). A equipe fez sua estreia na Fórmula E no ePrix de Daria de 2019, evento válido pela temporada 2019–20.

## História

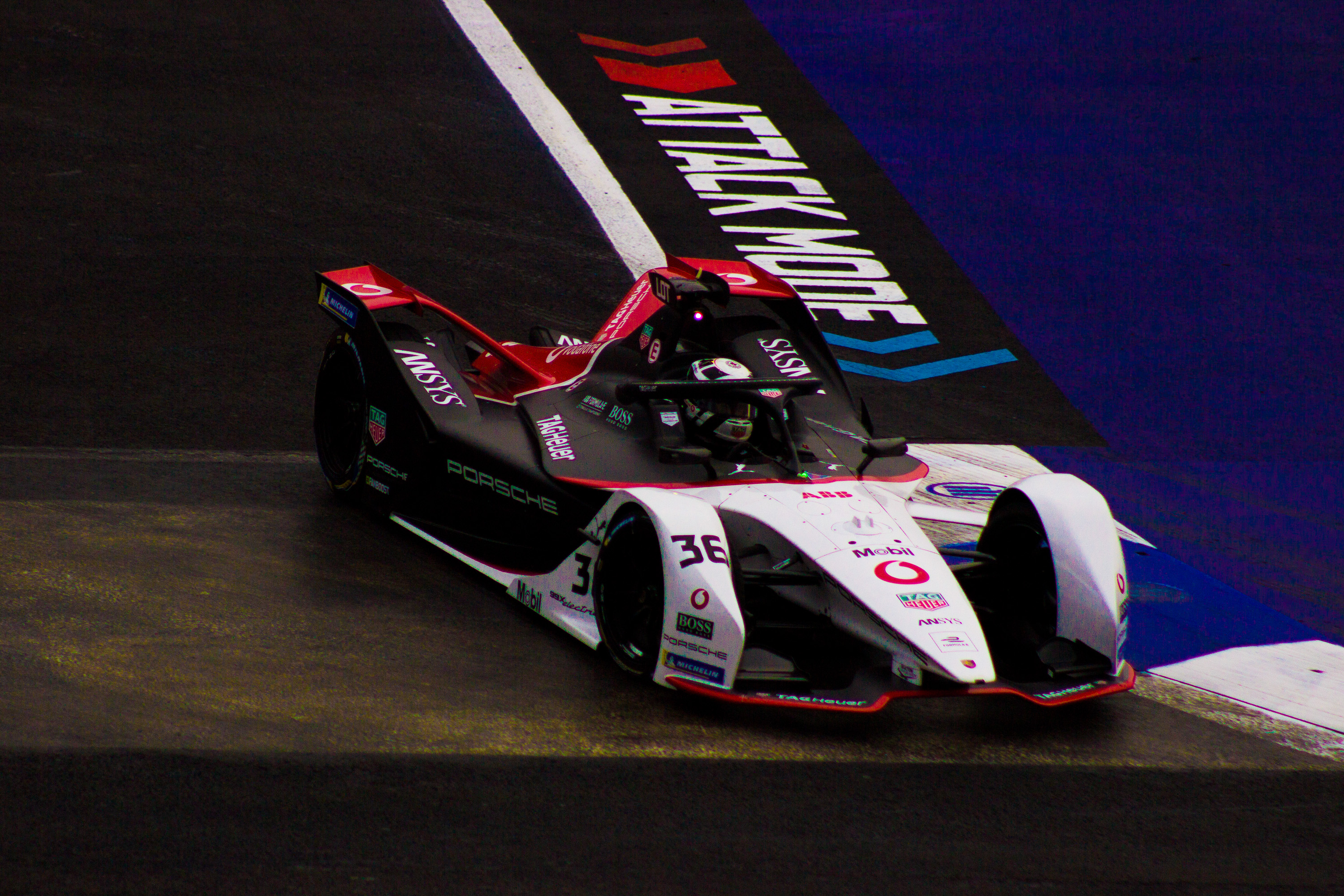
André Lotterer no ePrix da Cidade do México de 2020

Em julho de 2017, a Porsche confirmou que abandonaria o Campeonato Mundial de Endurance (WEC, na sua sigla em inglês) ao final da temporada daquele ano. A saída da montadora alemã da categoria na qual se sagrou bicampeã mundial e três vezes vencedora das 24 Horas de Le Mans foi um movimento estratégico para seu ingresso na Fórmula E. A sua estreia na categoria de monopostos elétricos foi programada para a temporada 2019–20.
A Porsche recebeu seu primeiro chassi Gen2 FE na segunda semana de janeiro de 2019 e, em seguida, montou o carro em torno de seu trem de força. A equipe começou seus testes em pista no mês de março, quando começou a se preparar para a estreia em corridas, o que ocorreu em dezembro, no ePrix de Daria de 2019.
Em maio de 2022, foi anunciado que a Porsche passaria a fornecer trens de força para a equipe Andretti Formula E a partir da temporada de 2022–23, em um acordo para os dois primeiros anos da era Gen3 da Fórmula E. Em maio de 2024, a Porsche e a Andretti anunciaram a renovação do acordo para a fabricante alemã fornecer trens de força para a Andretti até o fim da era Gen3 da Fórmula E em 2026.
Em 21 de julho de 2024, a Porsche conquistou o seu primeiro título do Campeonato de Pilotos da Fórmula E na temporada de 2023–24, com Pascal Wehrlein. Porém, foi derrotada pela Jaguar no Campeonato de Equipes e no Troféu das Fabricantes.
Em outubro de 2024, foi anunciado que a Porsche havia firmando um acordo com a Kiro Race Co para a nova equipe estadunidense utilizar trens de força fornecidos pela Porsche a partir da temporada de 2024–25. Porém, com a nova equipe utilizando trens de força desenvolvidos pela Porsche para a temporada de 2023–24, assim a Kiro compete com um carro designado separadamente, que foi nomeado de "Porsche 99X Electric WCG3", em oposição ao "Porsche 99X Electric" com o qual as equipes de fábrica da Porsche e da Andretti competem.
Em julho de 2025, a Porsche conquistou o título do Campeonato de Equipes da temporada da Fórmula E de 2024–25, derrotando a equipe da Jaguar por uma margem de 29 pontos e, do Troféu das Fabricantes, derrotando também a Jaguar, por uma margem de 33 pontos.

## Resultados
(legenda) (resultados em negrito indicam pole position; resultados em itálico indicam volta mais rápida)
| Ano     | Nome                             | Chassi       | Trem de força        | Pneu | N.° | Piloto                 | 1   | 2   | 3   | 4   | 5   | 6   | 7   | 8    | 9   | 10  | 11  | 12  | 13  | 14  | 15  | 16  | 17 | Pontos da Equipe | Pos. da Equipe |
| ------- | -------------------------------- | ------------ | -------------------- | ---- | --- | ---------------------- | --- | --- | --- | --- | --- | --- | --- | ---- | --- | --- | --- | --- | --- | --- | --- | --- | -- | ---------------- | -------------- |
| 2019–20 | TAG Heuer Porsche Formula E Team | Spark SRT05e | Porsche 99X Electric | M    |     |                        | DAR | DAR | SAN | MEX | MAR | BER | BER | BER  | BER | BER | BER |     |     |     |     |     |    | 79               | 8º             |
| 2019–20 | TAG Heuer Porsche Formula E Team | Spark SRT05e | Porsche 99X Electric | M    | 18  | Neel Jani              | 17  | 13  | Ret | 14  | 18  | 11  | 15  | Ret  | 19  | 6   | 15  |     |     |     |     |     |    | 79               | 8º             |
| 2019–20 | TAG Heuer Porsche Formula E Team | Spark SRT05e | Porsche 99X Electric | M    | 36  | André Lotterer         | 2   | 14  | DSQ | Ret | 8   | 2   | 9   | 5    | 8   | 4   | 14  |     |     |     |     |     |    | 79               | 8º             |
| 2020–21 | TAG Heuer Porsche Formula E Team | Spark SRT05e | Porsche 99X Electric | M    |     |                        | DAR | DAR | ROM | ROM | VAL | VAL | MON | PUE  | PUE | NIO | NIO | LON | LON | BER | BER |     |    | 137              | 8º             |
| 2020–21 | TAG Heuer Porsche Formula E Team | Spark SRT05e | Porsche 99X Electric | M    | 36  | André Lotterer         | 16  | 11  | 16  | 15  | Ret | 2   | 17  | DSQ  | 17  | 8   | 5   | 4G  | 17  | 10  | 4   |     |    | 137              | 8º             |
| 2020–21 | TAG Heuer Porsche Formula E Team | Spark SRT05e | Porsche 99X Electric | M    | 99  | Pascal Wehrlein        | 5   | 10  | 7   | 3   | Ret | 18  | Ret | DSQG | 4   | Ret | 4   | 10  | 5   | 21  | 6   |     |    | 137              | 8º             |
| 2021–22 | TAG Heuer Porsche Formula E Team | Spark SRT05e | Porsche 99X Electric | M    |     |                        | DAR | DAR | CMX | ROM | ROM | MON | BER | BER  | JAC | MAR | NIO | NIO | LON | LON | SEU | SEU |    | 134              | 7º             |
| 2021–22 | TAG Heuer Porsche Formula E Team | Spark SRT05e | Porsche 99X Electric | M    | 36  | André Lotterer         | 13  | 4   | 2   | 10  | 4   | Ret | 4   | 8    | 9   | 15  | 16  | 9   | 12  | 12  | Ret | Ret |    | 134              | 7º             |
| 2021–22 | TAG Heuer Porsche Formula E Team | Spark SRT05e | Porsche 99X Electric | M    | 99  | Pascal Wehrlein        | 11  | 9   | 1   | 8   | 6   | Ret | 6   | 12   | 8   | 12  | 6   | 11  | 10  | 10  | 7   | Ret |    | 134              | 7º             |
| 2022–23 | TAG Heuer Porsche Formula E Team | Spark Gen3   | Porsche 99X Electric | H    |     |                        | CMX | DAR | DAR | HAI | CCB | SAO | BER | BER  | MON | JAC | JAC | PRT | ROM | ROM | LON | LON |    | 242              | 4º             |
| 2022–23 | TAG Heuer Porsche Formula E Team | Spark Gen3   | Porsche 99X Electric | H    | 13  | António Félix da Costa | 7   | 18  | 11  | 3   | 1   | 4   | Ret | 5    | 15  | 8   | 7   | 3   | Ret | 12  | 16  | 16  |    | 242              | 4º             |
| 2022–23 | TAG Heuer Porsche Formula E Team | Spark Gen3   | Porsche 99X Electric | H    | 94  | Pascal Wehrlein        | 2   | 1   | 1   | 4   | Ret | 7   | 6   | 7    | 10  | 1   | 6   | 8   | 9   | 7   | 9   | 10  |    | 242              | 4º             |
| 2023–24 | TAG Heuer Porsche Formula E Team | Spark Gen3   | Porsche 99X Electric | H    |     |                        | CMX | DAR | DAR | SAO | TOQ | MIS | MIS | MON  | BER | BER | XAN | XAN | PRT | PRT | LON | LON |    | 332              | 2º             |
| 2023–24 | TAG Heuer Porsche Formula E Team | Spark Gen3   | Porsche 99X Electric | H    | 13  | António Félix da Costa | Ret | 16  | 14  | 6   | 4   | DSQ | 17  | 7    | 6   | 1   | 18  | 1   | 1   | 1   | Ret | 13  |    | 332              | 2º             |
| 2023–24 | TAG Heuer Porsche Formula E Team | Spark Gen3   | Porsche 99X Electric | H    | 94  | Pascal Wehrlein        | 1   | 8   | 7   | 4   | 5   | 16  | 1   | 5    | 5   | 4   | 2   | 20  | 10  | 4   | 1   | 2   |    | 332              | 2º             |
| 2024–25 | TAG Heuer Porsche Formula E Team | Spark Gen3   | Porsche 99X Electric | H    |     |                        | SPL | MEX | GID | GID | MIA | MON | MON | TOQ  | TOQ | XAN | XAN | JAC | BER | BER | LON | LON |    | 256              | 1º             |
| 2024–25 | TAG Heuer Porsche Formula E Team | Spark Gen3   | Porsche 99X Electric | H    | 1   | Pascal Wehrlein        | Ret | 3   | 15  | 8   | 1   | 6   | 7   | 13   | 2   | 12  | 2   | 11  | 2   | 15  | 3   | 8   |    | 256              | 1º             |
| 2024–25 | TAG Heuer Porsche Formula E Team | Spark Gen3   | Porsche 99X Electric | H    | 13  | António Félix da Costa | 2   | 2   | 9   | Ret | 3   | Ret | 4   | 7    | Ret | 13  | 3   | 5   | 10  | 8   | 14  | 6   |    | 256              | 1º             |

Notas
* Temporada ainda em andamento.
† – O piloto não terminou o ePrix, mas foi classificado por ter completado 90% da corrida.
G – Volta mais rápida na fase de grupos da classificação.

### Outras equipes fornecidas pela Porsche
| Ano     | Equipe                       | Chassi     | Trem de força              | Pneu | N.°          | Pilotos        | Ponto | Pos. | Fonte  |
| ------- | ---------------------------- | ---------- | -------------------------- | ---- | ------------ | -------------- | ----- | ---- | ------ |
| 2022–23 | Avalanche Andretti Formula E | Spark Gen3 | Porsche 99X Electric       | H    | 27           | Jake Dennis    | 252   | 3°   | [ 13 ] |
| 2022–23 | Avalanche Andretti Formula E | Spark Gen3 | Porsche 99X Electric       | H    | 36           | André Lotterer | 252   | 3°   | [ 13 ] |
| 2022–23 | Avalanche Andretti Formula E | Spark Gen3 | Porsche 99X Electric       | H    | 36           | David Beckmann | 252   | 3°   | [ 13 ] |
| 2023–24 | Andretti Formula E           | Spark Gen3 | Porsche 99X Electric       | H    | 1            | Jake Dennis    | 169   | 5°   | [ 13 ] |
| 2023–24 | Andretti Formula E           | Spark Gen3 | Porsche 99X Electric       | H    | 17           | Norman Nato    | 169   | 5°   | [ 13 ] |
| 2024–25 | Andretti Formula E           | Spark Gen3 | Porsche 99X Electric       | H    | 27           | Jake Dennis    | 141   | 7°   | [ 14 ] |
| 2024–25 | Andretti Formula E           | Spark Gen3 | Porsche 99X Electric       | H    | 51           | Nico Müller    | 141   | 7°   | [ 14 ] |
| 2024–25 | Kiro Race Co                 | Spark Gen3 | Porsche 99X Electric WCG03 | H    | 33           | Dan Ticktum    | 86    | 10°  | [ 17 ] |
| 2024–25 | Kiro Race Co                 | Spark Gen3 | Porsche 99X Electric WCG03 | H    | por anunciar |                | 86    | 10°  | [ 17 ] |

Nota
* Temporada ainda em andamento.